# Schweizerische St. Lukasgesellschaft für Kunst und Kirche
Die Schweizerische St. Lukasgesellschaft für Kunst und Kirche (SSL) ist seit 1924 ein  Netzwerk für Architekten, Kunstschaffende, Theologen, Kunsthistoriker, Kunsthandwerker, Interessierte und Institutionen wie Kirchen, Kirchgemeinden, Denkmalpflegen, Hochschulen, Bildungshäuser, Kulturbetriebe.
Die Lukasgesellschaft publiziert Jahrbücher, angefangen bei Ars Sacra ab 1927 bis zum heutigen Jahrbuch Kunst + Kirche, zuletzt die Jubiläumsausgabe «Gewagt! 100 Jahre gegenwärtig», erstmals erschienen im Theologischen Verlag Zürich.
Sie versteht sich als «Forum für Kunst – Architektur – Kirche – Spiritualität». Sie bietet professionelle Beratung bei Bau und künstlerischer Ausstattung von Kirchen und spirituellen und kulturellen Räumen an. Erste Gründungsmitglieder waren Alexandre Cingria, Maler, Glasmaler und Kunsthistoriker, der breits die Groupe de Saint-Luc gegründet hatte, und Linus Birchler, Kunsthistoriker und Professor für Baugeschichte und Allgemeine Kunstgeschichte an der ETH Zürich. Zur SSL gehörten zahlreiche prominente Schweizer Architekten, unter anderem Hermann Baur, dessen Nachlass sich im Institut für Geschichte und Theorie der Architektur (gta) der ETH Zürich befindet.
2015 führte die Lukasgesellschaft erstmals, organisiert von Johannes Stückelberger und unterstützt vom Bundesamt für Kultur, den «Schweizer Kirchenbautag» durch, 2025 neu in Kooperation mit der Universität Bern und der Paulus Akademie Zürich. Die Mitglieder der Lukasgesellschaft fördern den Diskurs zu zeitgenössischer Kunst, sakralen Räumen, Spiritualität und religiösen Traditionen in der postmodernen Gesellschaft. 
2024 wurde schweizweit das 100-jährige Bestehen der Lukasgesellschaft gefeiert. Das Programm umfasste Kunstprojekte in Schweizer Kirchen, eine Tagung und eine Kooperation mit dem Vitromusée Romont. Zu den 30 Kunstinstallationen und ‑interventionen sowie der Ausstellung im Vitromusée liegt eine Fotodokumentation vor.